# División de Ascenso de Chile 1943
La División de Ascenso de la Liga Profesional de Football de Santiago 1943 fue la 1° edición de la segunda categoría de fútbol de Chile en ese entonces, teniendo 11 participantes con un sistema de todos contra todos de ida y vuelta. Correspondiente a la temporada 1943, fue terminada oficialmente el 24 de enero de 1944.
Su organización fue hecha por la Asociación Central de Football y contó con la participación de 11 equipos. Todos contando su sede en la capital.
El campeón de aquella edición fue Maestranza Central de San Bernardo.

## Clubes
Los 11 clubes de esta edición fueron los siguientes.
| Equipo                 |
| ---------------------- |
| Comercio Atlético      |
| Estrella Lo Franco     |
| Flecha                 |
| Gimnástico Arturo Prat |
| Iberia                 |
| Juventus               |
| Maestranza Central     |
| Metropolitano          |
| Lautaro Juniors        |
| Sirio                  |
| Tricolor de Paine      |

## Tabla Final
| Pos. | Equipo                 | Pts | PJ | PG | PE | PP | GF | GC | Dif. |
| ---- | ---------------------- | --- | -- | -- | -- | -- | -- | -- | ---- |
| 1    | Maestranza Central     | 33  | 20 | 16 | 1  | 3  | 54 | 15 | +39  |
| 2    | Metropolitano          | 32  | 20 | 15 | 2  | 3  | 60 | 24 | +36  |
| 3    | Iberia                 | 29  | 20 | 13 | 3  | 4  | 68 | 32 | +26  |
| 4    | Tricolor de Paine      | 22  | 20 | 11 | 0  | 9  | 64 | 33 | +31  |
| 5    | Estrella Lo Franco     | 21  | 20 | 9  | 3  | 8  | 41 | 46 | -5   |
| 6    | Gimnástico Arturo Prat | 20  | 20 | 9  | 2  | 9  | 58 | 47 | -11  |
| 7    | Deportivo Flecha       | 17  | 20 | 8  | 1  | 11 | 32 | 33 | -1   |
| 8    | Lautaro Junior         | 15  | 20 | 6  | 3  | 11 | 45 | 71 | -26  |
| 9    | Comercio Atlético      | 14  | 20 | 6  | 2  | 12 | 31 | 52 | -21  |
| 10   | Sirio                  | 13  | 20 | 6  | 1  | 13 | 24 | 53 | -29  |
| 11   | Juventus               | 1   | 20 | 0  | 1  | 19 | 15 | 87 | -72  |

|                            |
| Campeón Maestranza Central |
| 1.er título                |